# Piotr Záyev
Piotr Ivánovich Záyev (en ruso: Пётр Ива́нович За́ев; Lipetsk, 29 de julio de 1953 - ibídem, 29 de noviembre de 2014) fue un luchador soviético de boxeo de la categoría de peso pesado.

## Biografía
Participó en los Juegos Olímpicos de Moscú 1980 en la categoría de pesos pesados. Tras ganar por 5-0 a Aziz Salihu, Francesco Damiani y Jürgen Fanghänel, perdió por 4-1 en el combate final contra Teófilo Stevenson, consiguiendo así la medalla de plata.
Falleció el 29 de noviembre de 2014 en Lipetsk a los 61 años de edad